# Jozef Gajdošík
Jozef Gajdošík (16. září 1921 Kmeťovo – 19. března 1981 Bratislava) byl slovenský a československý politik Strany slovenské obrody, od 50. let poslanec a místopředseda Slovenské národní rady, člen Sboru pověřenců, v době pražského jara a počátku normalizace státní tajemník v ministerstvu financí ČSSR a ministr financí SSR, představitel konzervativního, prokomunistického křídla v SSO, tajný člen KSČ.

## Biografie
V letech 1940–1945 absolvoval Státní učitelský ústav. Od roku 1941 pracoval jako učitel v obci Čierne. Po únorovém převratu roku 1948 se angažoval v Straně slovenské obrody. Koncem 40. let se podílel na takzvané státní Katolické akci, jejímž cílem bylo ustavení prokomunistických struktur v katolické církvi. Roku 1952 se stal ústředním tajemníkem Strany slovenské obrody. Na této pozici setrval až do roku 1970. Patřil k prokomunisticky orientovaným funkcionářům této satelitní prorežimní formace. Rozhodnutím politického byra ÚV KSČ z roku 1954 byl rovněž přijat jako tajný člen Komunistické strany Československa s tím, že jeho členská legitimace byla uložena u Antonína Novotného. Gajdošík pak byl podporován komunistickou stranou v jeho frakčních sporech s dalšími vedoucími funkcionáři SSO.
V březnu 1954 se stal jako náhradník poslancem Slovenské národní rady. Do ní byl pak řádně zvolen ve volbách v roce 1954. Poslanecký mandát získal i ve volbách v roce 1960 a volbách v roce 1964. Opakovaně zasedal ve Sboru pověřenců. V 10. Sboru pověřenců působil v období březen – září 1953 jako pověřenec stavebních hmot a od září 1953 coby pověřenec místního hospodářství. Tuto pozici si udržel do července 1955 i v následujícím 11. Sboru pověřenců. Pak přešel na post pověřence pracovních sil, který zastával i v 12. Sboru pověřenců do srpna 1958. V březnu 1959 se do Sboru pověřenců vrátil coby pověřenec potravinářského průmyslu a výkupu zemědělských výrobků. V období let 1960–1964 byl pověřencem a předsedou komise pro věci finanční, v letech 1964–1967 opět pověřencem potravinářského průmyslu a od února 1967 se vrátil na post pověřence a předsedy komise pro věci finanční. V této funkci pak vytrval až do federalizace Československa a zániku systému pověřenců v prosinci 1968. K roku 1969 se uvádí rovněž jako člen ústředního výboru Národní fronty.
Během pražského jara v roce 1968 patřil v rámci strany ke konzervativnímu křídlu, které odmítalo výraznější programovou a strategickou emancipaci na systému Národní fronty. Zároveň se ale v lednu 1968 zapojil jako generální tajemník strany do diskuze Slovenské národní rady o novém vymezení kompetencí slovenských orgánů. Navrhl obnovení Sboru pověřenců. Historik Jan Rychlík soudí, že loajální a prokomunisticky orientovaný Gajdošík nemohl takovou zásadní věc navrhnout bez předchozího souhlasu alespoň části Komunistické strany Slovenska. V březnu 1968 zasedl do zvláštní komise SNR, která měla vypracovat návrh prohlášení SNR ke státoprávním otázkám.
V lednu 1969 získal vládní post v československé druhé vládě Oldřicha Černíka jako státní tajemník v ministerstvu financí ČSSR. Portfolio si udržel do září 1969. Po odchodu z federální vlády se stal slovenským ministrem financí ve vládě Petera Colotky. Zde zasedal do dubna 1970. 28. dubna 1970 usedl na post místopředsedy Slovenské národní rady, kam byl volen opětovně ve volbách v roce 1971 a volbách v roce 1976. Místopředsedou a poslancem SNR zůstal do své smrti roku 1981.